# Burg Engelsdorf
Die Burg Engelsdorf steht in Engelsdorf, einem Ortsteil der Gemeinde Aldenhoven im Kreis Düren, Nordrhein-Westfalen, am Merzbach.

## Geschichte
Die ehemalige Wasserburg wurde 1080 erstmals urkundlich erwähnt. Sie wurde mehrmals zerstört und wieder aufgebaut. An der Dicke der Mauern und am Burggraben, der durch den Merzbach sein Wasser erhielt, kann man noch erkennen, dass diese Burg in früherer Zeit stark befestigt war. Sie war die Stammburg der Herren von Engelsdorf, u. a. Emond von Engelsdorf.

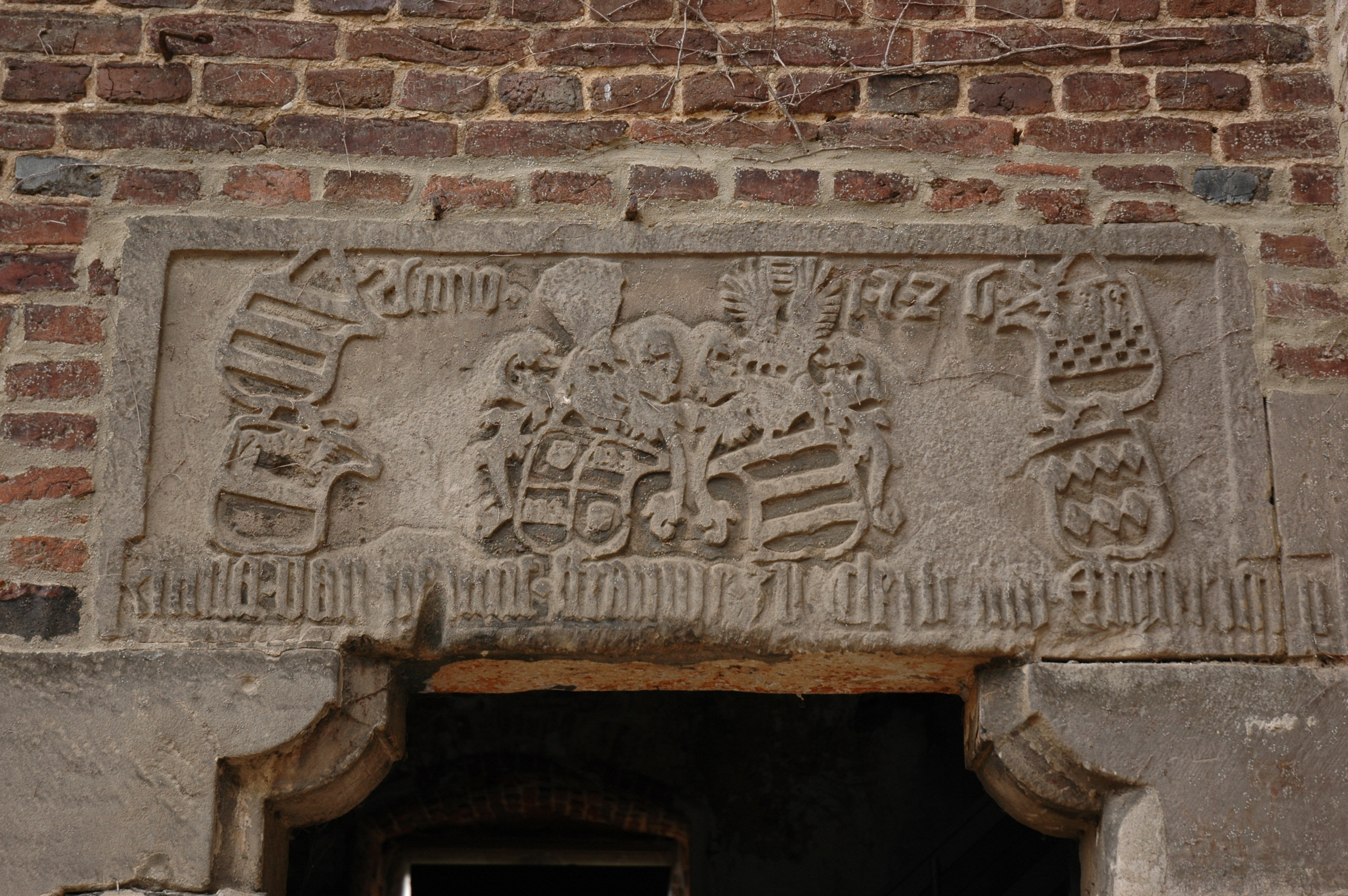
Palantsches Wappen (heraldisch) links im Ehewappen über dem Eingang des Palas

1476 mit der Nachlassregelung des Aachener Propstes Reynart von Palant erhalten seine Neffen und Brüder Werner III. zu Palant, Herr zu Breitenbend und Gerhard (Geyrhart) von Palant Anteile an Haus, Schloss und Burg Engelsdorf, die damit wohl eine Ganerbenburg wurde. Diese veräußerten ihre Anteile sofort an Emont zu Pralant weiter.
Bis 1850 hatte sich auch die den Hof und die Wasserburg abschließende Wehrmauer noch erhalten.
Im 19. Jahrhundert kam die Burg in den Besitz der Familie Opfergelt.
2007 wurde das gotische Turmgewölbe gesichert, welches durch das Mauerwerk auseinander gedrückt zu werden drohte. Die Sanierungskosten beliefen sich auf 50.000 Euro.
Das Künstler-Ehepaar Fernández-Ortíz aus Chile ist seit 1989 Eigentümer der Burg und betreibt in ihr ein Atelier, eine Gießerei und eine Holzwerkstatt.